# Euphrasia inopinata
Euphrasia inopinata är en snyltrotsväxtart som beskrevs av F. Ehrendorfer och E. Vitek. Euphrasia inopinata ingår i släktet ögontröster, och familjen snyltrotsväxter. Inga underarter finns listade i Catalogue of Life.